# Neuilly-le-Bisson
Neuilly-le-Bisson is een gemeente in het Franse departement Orne (regio Normandië) en telt 174 inwoners (1999). De plaats maakt deel uit van het arrondissement Alençon.

## Geografie
De oppervlakte van Neuilly-le-Bisson bedraagt 6,0 km², de bevolkingsdichtheid is 29,0 inwoners per km².
De onderstaande kaart toont de ligging van Neuilly-le-Bisson met de belangrijkste infrastructuur en aangrenzende gemeenten.

## Demografie
Onderstaande figuur toont het verloop van het inwonertal (bron: INSEE-tellingen).